# Simenchelys parasitica
Simenchelys parasitica är en fiskart som beskrevs av Gill, 1879. Simenchelys parasitica ingår i släktet Simenchelys och familjen Synaphobranchidae. IUCN kategoriserar arten globalt som livskraftig. Inga underarter finns listade i Catalogue of Life.